# Jacob Christoph Rudolph Eckermann

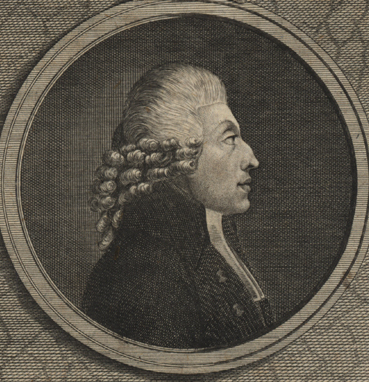
Jacob Christoph Rudolph Eckermann

Jacob Christoph Rudolph Eckermann (* 6. September 1754 auf dem Gut Wedendorf; † 6. Mai 1837 in Kiel) war ein deutscher evangelischer Theologe und Hochschullehrer.

## Leben

### Familie
Jacob Christoph Rudolph Eckermann wurde als Sohn des Gutsverwalters Klaus Adolf Eckermann (* 9. April 1702 in Thorstorf; † 14. April 1781 ebenda) und dessen zweiter Ehefrau Anna Amalia (* 5. Februar 1732 in Segeberg; † 18. März 1786 in Thorstorf), eine Tochter des Jacob Nordmann (* 10. April 1699 in Segeberg; † 12. Mai 1752 ebenda), geboren. Er hatte nachfolgende Geschwister:
- Matthias Bonaventura Eckermann (* 1. August 1758 in Wedendorf), verheiratet mit Catharina Elisabeth, geb. Ramm (1772–1821);
- Maria Hedwig Margareth Eckermann (* 1. August 1758 in Wedendorf; † 17. September 1762 in Thorstorf);
- Maria Elisabeth Amalia Eckermann (* 3. Oktober 1762 (Taufe) in Thorstorf; † unbekannt), verheiratet mit Johann Adolph Christoph Hinrich Günther (* 1755 in Bössow; † unbekannt), Administrator;
- Anna Margaretha Wilhelmina Eckermann (* 22. Dezember 1764 (Taufe) in Thorstorf; † unbekannt), verheiratet mit Joachim Gottlieb Treto (* 1755 in Warkstorf bei Benz; † unbekannt);
- Dorothea Margretha Carolina Eckermann (*  vor 24. November 1766 in Thorstorf; † 15. Mai 1794 ebenda).

Aus der ersten Ehe seines Vaters mit Margaretha Magdalena, geb. Gerstenkorn (* 1713 in Thorstorf; † 1753) hatte er noch zwei Halbgeschwister:
- Christoph Adolf Friedrich Eckermann (* 1733 in Kirch Grambow; † unbekannt), verheiratet mit Wilhelmina Dorothea Post (* 1755 in Bössow; † unbekannt);
- Dorthie Elisabeth Margareth Eckermann (* 1740 in Bössow; † unbekannt).

Jacob Christoph Rudolph Eckermann war verheiratet mit Anna Elisabeth (* 28. Juli 1759 in Eutin; † 23. September 1805 in Kiel), eine Tochter des Superintendenten Melchior Heinrich Wolff (* 18. Januar 1727 in Eutin; † 28. November 1786 ebenda). Gemeinsam hatten sie acht Kinder:
- Adolph Heinrich Eckermann (* 15. September 1778 in Eutin; † 21. März 1850 in Ratekau), Pastor in Ratekau und verheiratet mit Christine Eilschon (* 1. Januar 1784 in Kolding; † 2. Mai 1843 in Ratekau);
- Carl Theodor Eckermann (* 26. November 1779 in Eutin; † 31. August 1848), Advokat in Glückstadt, verheiratet mit Pauline Christine Clausen (* 2. Juni 1791 in Maribo; † 5. Dezember 1840 in Garding);
- Anna Amalie Juliane Eckermann (* 1781 in Eutin; † 11. April 1849 in Altona), verheiratet mit Gottlieb Ernst Klausen (* 6. September 1762 in Karlum; † 21. Januar 1851 in Altona), Rektor des Christianeum;
- Johann Andreas Martin Eckermann (* 7. Oktober 1782 in Kiel; † 1. Juni 1828 in Hamburg), Diakon (3. Prediger) an der St.-Nikolai-Kirche in Hamburg, verheiratet mit Johanna Dorothea Henriette Kuhlmann (* 1792 in Hamburg; † unbekannt);
- Nicolaus Gottfried Christian Eckermann (* 1784 in Kiel; † 1813 in Danzig), wurde bereits 1812 zum Direktor des Akademischen Gymnasiums Danzig berufen, verheiratet mit Henriette Colomb de Neuchatel (* 1794; † unbekannt);
- Dorothea Margarethe Wilhelmine Eckermann (* 1786 in Kiel; † 1795 ebenda);
- Ernst Wilhelm Eckermann (* 29. Dezember 1787 in Kiel; † 16. September 1838 in Uslar), Rektor der Stadtschule in Uslar und verheiratet mit Maria Charlotte Zinck (* 1797; † unbekannt);
- Elisabeth Henriette Caroline Eckermann (* 1792; † 1835), verheiratet mit Jeppe Hansen (* 1782; † unbekannt), Prediger in Jordkirch bei Apenrade;

Am 24. März 1807 heiratete Jacob Christoph Rudolph Eckermann in Kiel Catharina Maria Dorothea (* 27. März 1780 in Herzberg bei Parchim; † 11. August 1863 in Kiel), eine Tochter des Cay Wilhelm Ranniger (* 1. Juli 1736 in Mönchneversdorf; † 1. Dezember 1807 in Hoppenrade bei Güstrow). Gemeinsam hatten sie eine Tochter und einen Sohn, der bereits im Alter von sechzehn Jahren verstarb.

### Ausbildung, Tätigkeit
Der Vater von Jacob Christoph Rudolph Eckermann war Oberinspektor über dreizehn Bernstorffsche Güter; seine Mutter brachte ihm bereits in sehr jungen Jahren das Lesen bei, so dass er bereits im Alter von drei Jahren unter Anleitung eines Hauslehrers Latein erlernte.
1761 besuchte er die Gelehrtenschule in Segeberg, die er 1768 beim Rektor Martin Ehlers erfolgreich abschloss, anschließend besuchte er bis 1770 das Gymnasium Oldenburg, dabei folgte er seinem Lehrer von der Gelehrtenschule. Nach dem Abschluss des Gymnasiums begann er ein Studium der Rechtswissenschaften an der Universität Göttingen und hörte dort Vorlesungen bei Johann Friedrich Eberhard Böhmer und Heinrich Christian von Selchow. 1771 wechselte er dann das Studienfach und begann ein Theologie- und Philologiestudium und hörte nun Vorlesungen bei Johann Georg Heinrich Feder in Philosophie, Christian Gottlob Heyne in Philologie, Abraham Gotthelf Kästner und Johann Beckmann in der Mathematik, bei August Ludwig von Schlözer Geschichte, bei Johann Christian Polycarp Erxleben Naturlehre und Naturgeschichte, bei Heinrich August Wrisberg Anatomie und Physiologie, bei Johann David Michaelis erlernte er die arabische und syrische Sprache und bei Christian Wilhelm Franz Walch, Johann Peter Miller (1725–1789), Gottfried Less und Gotthilf Traugott Zachariae die eigentliche Theologie. Durch die Unterstützung von Christian Gottlob Heyne konnte er die Universitätsbibliothek nutzen und Gottfried Less erlaubte ihm, auch öfter in der Universitätskirche zu predigen. Aufgrund einer Erkrankung seines Vaters musste er 1774 Göttingen verlassen und kehrte nach Hause zurück. Im gleichen Jahr begann er für seinen ehemaligen Lehrer Martin Ehlers, der inzwischen Rektor des akademischen Gymnasiums Altona geworden war, als Privatlehrer dessen Kostgänger und Zöglinge zu unterrichten; dort predigte er mit der Erlaubnis des Kirchenpropstes Georg Ludwig Ahlemann auch in der lutherischen Hauptkirche.
Von hier wurde er durch den Herzog von Oldenburg, Friedrich August, 1775 zum Rektor der Gelehrtenschule Eutin berufen, bis er im Jahr 1782, durch die Vermittlung des damaligen Kanzlers Johann Andreas Cramer zum ordentlichen Professor an die Universität Kiel berufen wurde, um die Stelle des 1780 verstorbenen Johann Wilhelm Fuhrmann (1750–1780) zu übernehmen. Er übergab sein Amt als Rektor der Gelehrtenschule an seinen Nachfolger Johann Heinrich Voß, nach der die Schule später benannt wurde.
An der Universität hielt er Vorlesungen über hebräische Grammatik, über chaldäische, arabische und syrische Sprache, über Dogmatik, christliche Sittenlehre, Kirchengeschichte, Homiletik, Katechetik, ferner aber auch über griechische und lateinische Schriftsteller, z. B. über die platonischen Dialoge, Pindar und Livius.
1783 wurde er von der philosophischen Fakultät zum Doktor der Philosophie und 1784 von seiner Fakultät zum Doktor der Theologie promoviert; 1788 erfolgte seine Berufung zum Nachfolger des verstorbenen Johann Andreas Cramer in das examinierende Oberkonsistorialkollegium der Kandidaten für das Predigeramt in Gottorf.
Nachdem Samuel Gottfried Geyser 1808 verstorben war, wurde er Professor primarius der Fakultät; 1816 erfolgte seine Ernennung zum königlich dänischen Kirchenrat mit dem Rang eines Etatrat (Höherer Staatsbeamter).
Seit dem Tod des Konferenzrates Georg Heinrich Weber im Jahr 1828 war er Senior der ganzen Universität. In seiner Zeit an der Universität verwaltete er in den Jahren 1787–1788, 1799, 1801 und 1804 bis 1805 das akademische Rektorat und hielt noch bis 1836 Vorlesungen.

## Schriften (Auswahl)
- Beförderung der Tugend ist ein Hauptzweck aller Schularbeiten. Eutin 1775.
- Gedanken über die Unzufriedendeit. Lübeck 1777.
- Ueber die gewöhnlichsten Fehler, welche, bey der Wahl des künftigen Standes, begangen werden. Lübeck, 1777.
- Versuch einer neuen poetischen Uebersetzung des Buchs Hiob, nebst einigen Vorerinnerungen und einer nachstehenden erläuternden Umschreibung. Leipzig und Lübeck 1778.
- Ueber die Erziehung der Kinder in Beziehung auf die Wahl ihres künftigen Standes. Eine zu der Untersuchung: Ueber die gewöhnlichsten Fehler, bey der Wahl des künftigen Standes der Kinder gehörige Fortsetzung. Lübeck: bey Christ. Iversen und Comp., 1779.
- Animadversiones in Librum Job. Lubecae: Iversen, 1779.
- Ueber die Verbesserung böser Neigungen und Gewohnheiten. Lübeck, 1780.
- Ueber die Nutzbarkeit der Unterrichts in Sprachen. Eutin 1781.
- De vaticiniis libri duo. Hamburg und Kiel 1784.
- Die Pflichten derjenigen, welche vorzüglich Gelegenheit haben ihre Erkenntniß zu verbessern. Eine Predigt. Kiel 1785.
- Joel metrisch übersetzt, mit einer neuen Erklärung. Lübeck: Jversen, 1786.
- An das Vaterland. Als die Ankunft Sr. königl. Hoheit des Kronprinzen Friedrich in Kiel erwartet wurde. Kiel 1787.
- Theologische Beyträge (6 Bände). Altona Hammerich 1790.
- Compendium theologiae Christianae theoreticae biblico-historicae. Altona, 1792.
- Johann Christoph Döderlein; Jacob Christoph Rudolph Eckermann; Josias Friedrich Löffler: Gutachten über einige wichtige Religionsgegenstände in Beziehung auf den Religionsprozeß des Predigers Schulz in Gieldorf. Görl. 1794.
- Christliches Festdachtsbuch, für die vornehmsten Festzeiten in der christlichen Kirche; um einen wahren und thätigen Glauben am Jesum, und Tugend nach dem Vorbilde Jesu zu befördern. Altona, 1797.
- Kleine vermischte Schriften. Altona, 1799.
- Handbuch für das systematische Studium der christlichen Glaubenslehre. Altona 1803.
- Erklärung aller dunkeln Stellen des Neuen Testaments, theils in einem zusammenhängenden Commentar über einzelne Bücher, theils in einer treuen Uebersetzung mit eingeschalteten Erklärungen. Kiel, 1806-8.
- Das Evangelium Johannes, die Apostelgeschichte und Pauli an die Römer. Kiel: Akademische Buchhandlung, 1807.
- Kurze und faßliche Anweisung, die Bibel als Gottes Wort recht zu ehren und erbaulich zu lesen. Kiel 1816.
- Erinnerungen an den unvergänglichen grossen Werth der Reformation Luthers. Kiel 1817.
- De excellentibus Martini Lutheri virtutibus oratio singularis, quam ipsis Cat. Nov. a. 1817, quibus Academia Christiana Albertina meritorum Lutheri memoriam pie redintegravis in  Academiae C. A. Kiliensis, in sacris saecularibustertiis Actis solemnibus habuit. Alt. et Lips. 1818.
- Seinem Ehrwürdigen Vater, Dem Kirchenrath Jacob Christoph Rudolph Eckermann, Doctor Und Erstem Ordentlichen Professor Der Theologie Zu Kiel, Ritter vom Danebrog, Zur Jubelfeier Seiner Funfzigjährigen Amtsführung Am Zehnten August 1825. Lübeck Borchers 1825.
- Ode zur Feyer der hohen Vermählung Ihrer Königlichen Hoheit der Prinzessin Wilhelmine Marie mit Seiner Königlichen Hoheitdem Prinzen Friedrich Carl Christian den 1sten November 1828. Kiel 1828.

Weiterhin finden sich diverse Rezensionen von ihm im Kieler Literaturjournal und der Kielischen gelehrten Zeitung sowie Beiträge in den Annalen der neuesten theologischen Literatur- und Kirchengeschichte und den Neuen Theologischen Annalen und Theologische Nachrichten.

## Ehrungen
- 1824 erhielt er das Ritterkreuz des Dannebrogorden und 1829 ernannte ihn der König zum Dannebrogsmann, 1832 erfolgte noch seine Ernennung zum Kommandeur des Dannebrogordens.
- Zu seiner akademischen Jubelfeier am 20. April 1832 erhielt er eine in Gold und Silber geprägte Denkmünze, die der Münzmeister Gottfried Bernhard Loos angefertigt hatte. Diese hatte auf der Vorderseite ein Brustbild des Jubilars nach einem vom Maler Hansen angefertigten Porträt und in der Umschrift seinen Namen und Titel. Die Rückseite war mit einem Bild eines dichten Kranzes von Eichenlaub unter den Symbolen des Kreuzes, einer geöffneten Bibel und einer Palme sowie die lateinische Inschrift für die Veranlassung dieser Münze. Darunter erinnerte Psalm 1, Vers 1–3 an den Mann der seine Lust hat am Gesetz des Herrn und daher wie ein Baum ist, gepflanzt an den Wasserbächen. Zu dieser Veranstaltung wurde auch die Festschrift Die akademische Jubelfeier des Herrn Kirchenraths Doktor Eckermann, Kommandeur des Danebrogordens und Danebrogsmann, zu Kiel, am 20. April 1832 erstellt. Anlässlich dieser Veranstaltung wurde er auch zum Kommandeur des Dannebrogordens ernannt.